# Celèutor
Segons la mitologia grega, Celèutor (en grec antic Κελεύτωρ) va ser un heroi fill d'Agri de Calidó.
S'alià amb els seus germans per destronar el seu oncle Eneu, rei de Calidó, i li arrabassà el reialme per donar-lo al seu pare.
Per aquesta raó va ser mort per Diomedes, fill de Tideu i net d'Eneu.